# Yves Lacoste
Yves Lacoste (Fès, 7 settembre 1929) è un geografo francese.

## Biografia

### Nascita e formazione

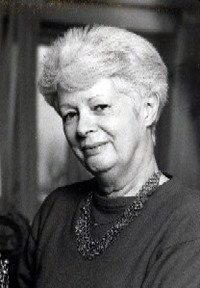
La moglie di Yves Lacoste, l'etnologa Camille Dujardin, scomparsa il 28 gennaio del 2016.

Dopo una giovinezza in Marocco (suo padre Jean, geologo, si occupava di prospezione nel deserto dopo aver collaborato con Jean-Baptiste Charcot in Groenlandia), Yves Lacoste ha studiato in Francia (liceo Lakanal poi a l'Institut de géographie). Ottiene l'abilitazione di geografia (per le scuole secondarie, 1952), insegnando come tirocinante di abilitazione al liceo Marcelin-Berthelot. Andò in Nord Africa nei primi anni Cinquanta con colei che divenne sua moglie, l'etnologa Camille Lacoste-Dujardin specializzata nelle popolazioni berbere per insegnare al Lycée Bugeaud di Algeri tra il 1952 e il 1955. Contribuì poi alla lotta per l'indipendenza algerina. Membro del Partito comunista francese fino al 1956, è in contatto con ambienti anticolonialisti algerini. Sotto la direzione di Jean Dresch, geografo marxista e anticolonialista di cui condivideva le idee, scrisse la sua tesi di dottorato di Stato in Algeria.

### Carriera universitaria
Tornato in Francia nel 1955, insegnò all'università, in un periodo in cui la questione politica, primordiale, provocava un'effervescenza all'interno delle scienze sociali. Nel 1968, ha insegnato all'Università di Parigi-VIII (precedentemente nominata Università di Vincennes), dove ha fondato la rivista Hérodote (che François Maspero ha pubblicato nei suoi primi giorni). Nel 1969 entra a far parte del centro universitario sperimentale di Vincennes. Provocatorio e anticonformista, nel 1976 pubblica "La Geografia, serve prima di tutto a fare la guerra", “titolo sconvolgente per un libro destinato a togliere la geografia dalla sua situazione di semplice materia scolastica”. Nel 1989 ha fondato il Centro di ricerca e analisi della geopolitica che è diventato l'Istituto francese di geopolitica sotto la direzione di Béatrice Giblin. Dirige inoltre il seminario sui metodi analitici e le rappresentazioni geopolitiche. Nel 1995 è invitato a presentare la sua disciplina nel programma Inventer demain in onda sulla rete televisiva La Cinquième. A Parigi, dove insegna, ha diretto la scuola di dottorato presso il CRAG (Centro di Ricerca e Analisi Geopolitica) , istituto da lui anche fondato, oggi guidato da Philippe Subra. È inoltre membro del comitato scientifico delle riviste Nordic e Geo-economics. 

## Visione della Geografia e Opere

### Geografo di terreno

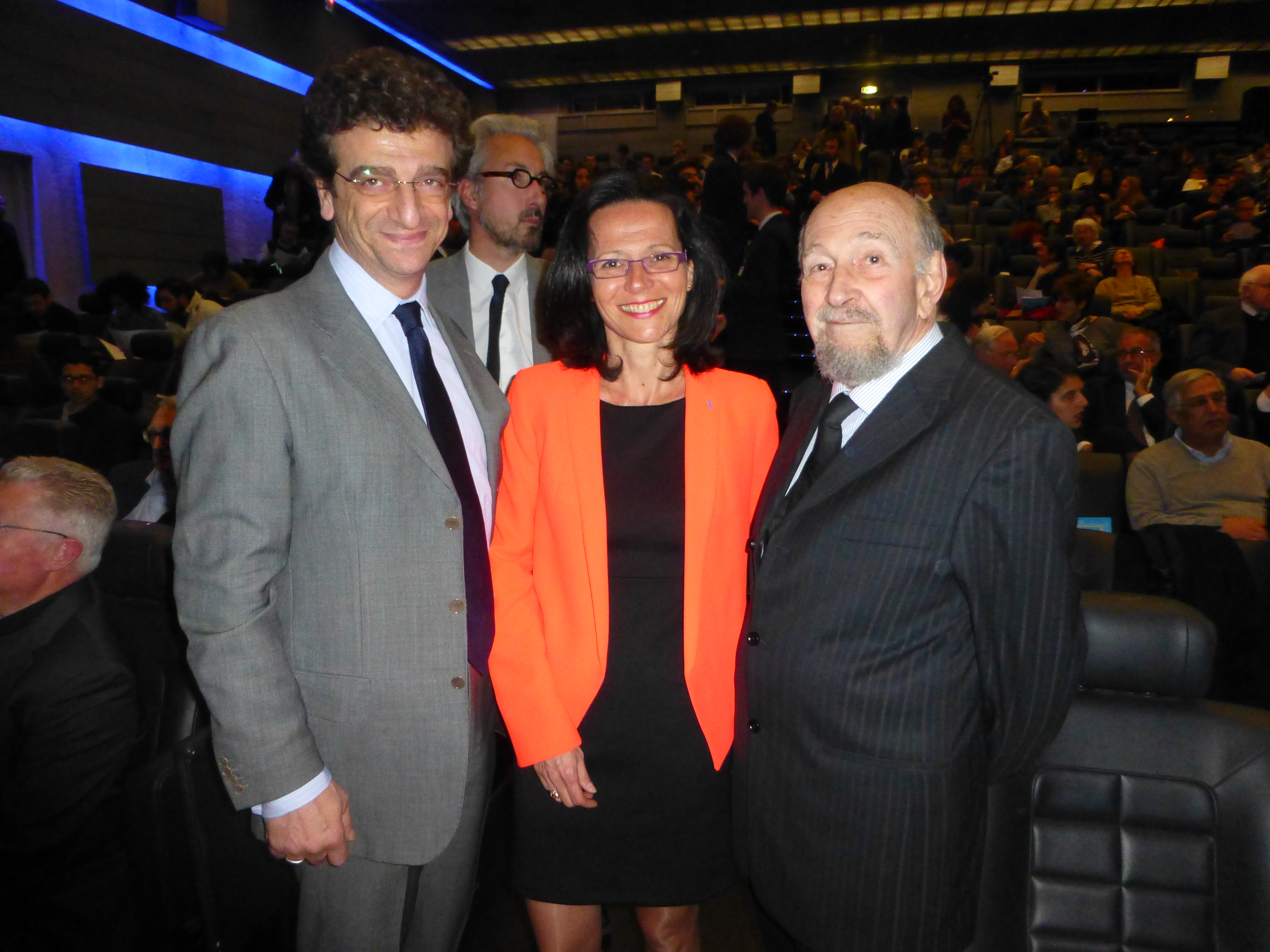
da sinistra: Giuseppe Bettoni, Frédérik Douzet e Yves Lacoste in occasione dei 40 anni della rivista Hérodote a Parigi, presso l'Istituto del Mondo Arabo

La guerra del Vietnam è un episodio importante nella carriera di Yves Lacoste. Ha condotto una rinomata indagine sul bombardamento delle dighe del Fiume Rosso. Su consiglio di Jean Dresch pubblicò l'8 giugno 1972 un articolo su Le Monde sull'argomento. Pascal Lorot afferma che è in primo luogo “come geografo […] (e) indipendentemente dal (suo) impegno antimperialista” che Lacoste pubblica questo articolo. Suscita la curiosità delle autorità del Vietnam, che, per saperne di più sugli attentati americani, lo invitano precipitosamente, attraverso Mosca e il KGB, a venire sul campo. Analizza geograficamente la strategia americana: "bombardare le sponde concave dei meandri, nella parte centrale del delta, dove si trova il maggior numero di villaggi, e attaccare la base delle dighe per indebolirle senza distruggerle direttamente"  (facendo apparire l'attacco come un disastro naturale). Viene ringraziato dal primo ministro vietnamita in persona. L'impatto di questa indagine è notevole e di portata internazionale, tra l'altro in Giappone e negli Stati Uniti o addirittura in Vaticano, che porterà alla fine dei bombardamenti americani su decisione di Richard Nixon [fonte non confermata]. Ciò permise a Lacoste di acquisire notorietà mondiale e cambiò nettamente la sua concezione della geografia; puntualizza: “questa indagine era capitale, ho messo in atto sistematicamente il mio metodo di analisi geografica, poi presto geopolitico […] (quindi) dal 1970, ha risolutamente orientato le sue analisi geografiche verso lo studio di strategie politiche per la conquista o il controllo di un territorio ”. Successivamente intraprese un'analoga indagine a Cuba dove fu invitato nel 1973 per analizzare l'azione dei guerriglieri di Fidel Castro secondo un metodo di analisi, anche qui, geografico, e questo, nella Sierra Maestra. Nelle sue conclusioni pubblicate nel 1977, ricorda che Castro aveva l'intenzione iniziale di seguire la costa da est e non di stabilirsi nella Sierra Maestra, ma che è lì che ha trovato l'inaspettato sostegno dei contadini, cacciati dalle pianure. Inoltre ricorda che Fidel Castro “è stato sostenuto dagli americani e dai grandi latifondisti fino al 1961, in particolare per il suo arrivo al potere […] un'analisi non comune (che) in realtà va contro l'immagine classica del leader di sinistra che avrebbe combattuto Fulgencio Batista, uomo di paglia degli Stati Uniti e della mafia. Mette in guardia dall'illusione di quelli che qualifica come geografismi, «un processo che tende a fare di un territorio un soggetto o un attore (qui la montagna), e prende come prova il fallimento della strategia del foco, portata avanti in Bolivia da Che Guevara ”. 

### La rivistaHérodote
Le sue esperienze sul campo lo portano a fondare, nel 1976, la rivista Hérodote sottotitolata inizialmente con "Strategie, geografie, ideologie" poi modificata con "geografia e geopolitica" (non si tratta affatto di un “spostamento ideologico, ma piuttosto di non lasciare campo aperto alla rivista Géopolitique ”), grazie all'aiuto del suo amico editore François Maspero, degli studenti (dell'unità di epistemologia della geografia), nonché di alcuni suoi collaboratori come Jean Dresch o Jean Tricart. Il titolo "Hérodote" si riferisce allo studioso greco Erodoto che studiò i rapporti tra Persiani e Greci con spirito di osservazione geografica nel V secolo a.C. L'impegno di sinistra dell'autore si fa sentire in questa rivista, ma meno marcato rispetto a quando era attivista durante la guerra d'Algeria. Lacoste conduce ricerche che poi pubblica in Francia, come quelle riguardanti il villaggio di Fayence, e sulle vaste aree geografiche del nostro pianeta (aree islamiche, Mitteleuropa, subcontinente indiano, Balcani, Sud-Est asiatico, URSS ma anche gli oceani).

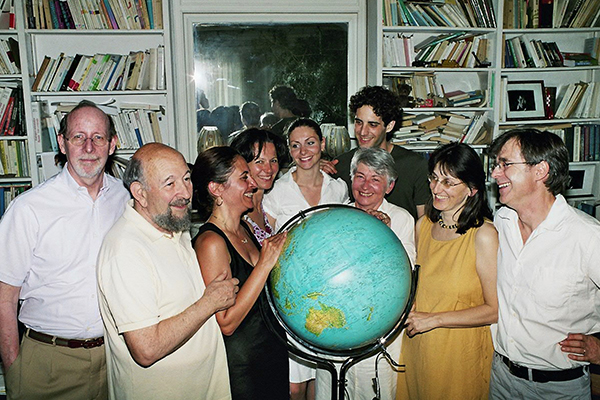
La redazione di Hérodote del 2006. Da sinistra: Jean-Luc Racine, Yves Lacoste. Sonia Jedidi, Frederik Douzet, Delphine Papin, Jéremie Robin, Béatrice Giblin, Barbara Loyer, Philippe SUbra

All'inizio Hérodote non suscitò interesse tra i geografi universitari francesi, al contrario la rivista scandalizzava, infastidiva e irritava. Appena pubblicata nessuno qualificava la rivista come geopolitica, nemmeno il suo autore. Questa rivista si propone di "dimostrare l'importanza politica e strategica di una disciplina considerata tediosa e classificata come scolastica". L'obiettivo era quello di delineare un atto d'accusa contro la geografia, "ponendo domande fondamentali sulle sue funzioni politiche [...] (e per) sensibilizzare ai problemi reali della geografia".
La Geografia serve prima di tutto a fare la guerra
Nel 1976, ispirato ancora una volta dal soggiorno in Vietnam, pubblica “La Geografia, serve prima di tutto a fare la guerra”, un piccolo libro con la copertina blu che ebbe un grande successo. In tutta questa pubblicazione si sforza "di reintrodurre lo studio della geopolitica in Francia, in particolare liberandolo dalla sua immagine ingiusta di "scienza nazista", con riferimento al lavoro di Karl Haushofer, affermando che la dimensione politica presente in Elisée Reclus è stata elusa da Paul Vidal de la Blache e dai suoi successori”. Afferma che la conoscenza geografica può essere utilizzata da uno Stato per fare la guerra e distingue tre geografie: 1) “quella scolastica e universitaria” (quella degli insegnanti), 2) “geografia spettacolare” e 3) quella "strumento di potere" (quella dello Stato Maggiore militare), le prime due celano l'ultima (teoria messa in discussione da parte della comunità dei geografi ma "avente il merito di aver incoraggiato i geografi ad interessarsi ai problemi epistemologici della loro disciplina nonché rilanciare una "geografia attiva" che si impegni nell'organizzazione dello spazio "; rivelando qui "una contrapposizione vellutata tra "geografia classica" e "new Geography", la prima rivelandosi, secondo le sue parole, "un discorso ideologico le cui funzioni inconsce sono di mascherare l'importanza strategica dei ragionamenti che riguardano lo spazio, mentre invece, la geografia fatta dagli alti comandi militari, fino ad allora ignorata dalla maggior parte della popolazione, è stata praticata per secoli dai militari, funzionari pubblici o politici, depositari di saperi strategici legati allo spazio […] criticando la geografia classica ma anche ai nuovi metodi e obiettivi propugnati da geografi dell'epoca […] il vero problema della geografia "dei professori" è che occultava le vere poste in gioco spaziali". 
Lacoste afferma in quest’opera che "gli aspetti fisici e umani si sovrappongono costantemente, così che la geografia viene a diventare la scienza che esamina la dimensione spaziale di tutti i fenomeni [...] affermando che questa porosità conferisce uno statuto molto eterogeneo alla geografia contemporanea [...] e si chiede se il rifiuto della geopolitica non sia dovuto al semplice fatto che il suo tempo è profondamente irenico». Dichiara che "se l'uomo, il sovrano, chiede al geografo di disegnare carte geografiche da 3000 anni, è perché la geografia, in partenza, serve a tracciare cartografie che sono altrettante "rappresentazioni operative". Ma colui che ha bisogno di "rappresentazioni operative" e le utilizza, specula anche sulla possibile modalità futura che assumerà la volontà del suo avversario (speculazioni soggettive e talvolta irrazionali). Per lui, la geografia diventa così un sapere che ha una rilevanza politica e che è destinato all'azione e implica l'esistenza di uno Stato ". 
Lacoste è uno dei rari autori di lingua francese, con il suo contemporaneo Paul Claval, a interessarsi di approcci politici in geografia. Alcuni ricercatori ritengono che dobbiamo più geopolitica a Thibaut Viné. Per Yves Lacoste, la geopolitica non è una scienza "destinata a stabilire leggi ma una conoscenza scientifica che combina strumenti di conoscenza prodotti da varie scienze (scienze dei materiali, scienze della vita, scienze umane) in funzione di preoccupazioni strategiche". 
Lacoste non definisce nel libro la formula "fare la guerra". Se la geografia è un sapere strategico, è anche perché è utile non solo ai militari nella conduzione delle loro operazioni, ma anche alla politica, intesa nella complessa continuità con i militari. Da qui l'ambivalenza della nozione di "guerra". Da una parte dobbiamo vedere la violenza della guerra condotta dallo Stato Maggiore, dall'altra quella più sottile del controllo del territorio e dell'urbanistica.
Critica della geografia dei professori
Lacoste deplora la prevalenza della "nomomania". Secondo lui, "la maggior parte dei geografi vuole stabilire leggi e norme, cosa che alla fine si rivela impossibile in una scienza così eterogenea come la geografia. Le leggi, le costanti, si sovrappongono e si intrecciano costantemente, soggette alle mutazioni perpetue di un mondo in continuo cambiamento ".  Egli sostiene che, a differenza della scuola tedesca di cui fa parte Karl Haushofer (di cui ammira la capacità di disegnare cartografie chiare e suggestive), la geopolitica francese è "troppo timida e introversa". I pochi geografi che hanno osato impegnarsi, come Paul Vidal de la Blache (si riferisce qui solo alla sua ultima opera La France de l'Est riguardante l'Alsazia-Lorena, che considera eminentemente geopolitica, e che ha riesumato dedicandogli un articolo nel 1979 su Hérodote "A bas Vidal... Viva Vidal! "), il cui lavoro fu riconosciuto come scientifico e legittimo dai suoi pari, e Jean Brunhes, un geopolitologo svizzero autore della Géographie de l'histoire, de la paix et de la guerre, furono boicottati perché considerati troppo audaci e impegnati.
Per Lacoste, i geografi tedeschi ebbero un impatto maggiore sull'educazione popolare. Egli afferma che la rinascita dei temi geopolitici sulla scena francese è apparsa nel 1978 contemporaneamente al conflitto tra Vietnam e Cambogia. Lacoste ha creato una nuova disciplina accademica "facendo tabula rasa della "geopolitica alla tedesca" [...] (quella istigata da) Friedrich Ratzel, fondatore dell'Antropogeografia, che ha descritto come Geopolitik (e che) a ui farà seguito Rudolf Kjellén, che ha continuato a usare il termine fino a quando è stato usato da Haushofer. 
L'antagonismo sottolineato da Pascal Lorot tra "geopolitica francese" e "geopolitica tedesca" ha il merito di evidenziare "il contributo singolare e primordiale di Yves Lacoste, ma rimane schematico" (la distinzione proposta più recentemente da Frédéric Lasserre e Emmanuel Gonon tra la scuola statalista, la scuola geografica e la scuola materialista sembra essere più strutturata). La prima di queste scuole, quella di Yves Lacoste, che intende restituire il suo pieno ruolo al "complesso ragionamento geografico e storico", e la seconda, quella di Friedrich Ratzel, avendo "smarrito il suo determinismo geografico al servizio delle conquiste naziste [... ...] (e) criticata all'inizio del XX secolo dai fautori della scuola francese di geografia, in particolare dal più illustre di loro, Paul Vidal de La Blache, e poi dai suoi discepoli, tra cui Emmanuel de Martonne, la geopolitica e più in generale la dimensione politica, furono bandite da ogni analisi geografica in Francia, soprattutto dopo la seconda guerra mondiale ".
La scuola francese di geopolitica si basa sul CRAG (Centro di Ricerca e Analisi in Geopolitica), creato nel 1989, la rivista Hérodote, così come l'IFG (Istituto Francese di Geopolitica)  presso l’Università di Parigi VIII dal 2002 (tutti e tre fondati sotto l'influenza di Yves Lacoste)10. Secondo lui, non si trattava di "creare una nuova disciplina, né di fare della geografia una scienza dello spazio [...] il vero rischio (essendo) la costruzione di leggi dello spazio, tanto più pericolose quando si tratta di geopolitica, come attesta il suo uso da parte del nazismo [...] Fu dunque anche per non lasciare il monopolio della geopolitica "a tutti coloro che pretendevano di erigerla al rango di una nuova scienza con le sue proprie cosiddette leggi" che decise di cambiare il nome della rivista Hérodote nel 1982"10 Lacoste sottolinea i pericoli di una geopolitica "concepita come una scienza stricto sensu, cioè che obbedisce a delle leggi, e allo stesso tempo impone l'idea che si tratti prima di tutto di un sapere scientifico, allo stesso modo della storia o della geografia, cioè un approccio rigoroso, con un arsenale teorico e strumenti concettuali efficaci come il ragionamento diatopico o le rappresentazioni "10.
Epistemologia della geografia
Nel suo De La Géopolitique Aux Paysages - Dictionnaire De La Géographie, Lacoste sottolinea che, in particolare all'indomani della seconda guerra mondiale, è emerso un "dibattito epistemologico per determinare quali criteri differenziassero fondamentalmente la geografia e la geopolitica". La prima affermazione nella corporazione dei geografi accademici era che solo la geografia era "scientifica"; la geopolitica, secondo questa visione, non era scientifica perché era speculativa, strategica e quindi soggettiva, visionaria e quindi irrazionale. Ma questa affermazione della scientificità della geografia solleva la sua parte di incertezze: "diverse dimensioni della geografia non sono ancora definitivamente fissate o non hanno mai potuto essere racchiuse in un quadro delimitato; i fattori umani giocano un ruolo considerevole nella geografia politica; questi fattori che influenzano la geografia possiedono necessariamente una dimensione strategica, rivolta all'azione, guidata da motivi irrazionali (gloria, vendetta, desiderio di conversione religiosa, avidità materiale, ecc. I geografi, anche quelli ostili alla geopolitica, sono costretti a distinguere tra geografia fisica e geografia umana/politica, dimostrando così che l'eterogeneità della geografia porta alla necessità di un approccio plurilogico nella comprensione dei fatti geografici; la geografia umana/politica è quindi una scienza della terra, così come è stata trasformata e segnata dall'uomo come zoon politikon. Questo apre la strada alla geopolitica vera e propria rivelando le proprie dimensioni strategiche. Le frontiere tra geografia e geopolitica sono dunque porose " Lacoste intende per geopolitica "l'insieme delle rivalità di potere sui territori, piccoli e grandi, che mettono in gioco attori dalle rappresentazioni contraddittorie [...]la cassetta degli attrezzi del ragionamento geopolitico " , perché, per lui, "non c'è geopolitica senza geografia " .
La sua concezione dello spazio
Per Yves Lacoste, ogni ragionamento geopolitico richiede in primo luogo "un ragionamento geografico [...] (che egli) chiama diatopico, cioè a diversi livelli di analisi (termine che preferisce a quello di scala geografica) [...] si può così costruire una rappresentazione dello spazio terrestre come se fosse stratificato, fatto di piani sovrapposti, con quelli in alto che rappresentano spazi molto più grandi di quelli in basso. Ha sviluppato questo in profondità con l'aiuto di utili rappresentazioni cartografiche in “Geopolitica, la lunga storia di oggi ". Stipulando, inoltre, di voler prendere in considerazione "le interazioni tra questi diversi livelli di analisi, poiché le situazioni geopolitiche locali possono avere ripercussioni a livello planetario o viceversa [...] (e) a ogni livello di osservazione, è opportuno considerare la complessità dell'organizzazione geografica di un territorio, analizzando l'intersezione di diversi insiemi spaziali (linguistici, politici, religiosi, demografici), la cui dimensione geopolitica può essere molto importante ". Il concetto di rappresentazione è, secondo lui, cardinale anche se è comunemente frainteso e male interpretato. Secondo Lacoste, ogni attore "si fa una propria rappresentazione, più o meno soggettiva, del territorio, una posta in gioco nelle rivalità di potere. Spetta al ricercatore geopolitico decifrarlo, utilizzando in particolare il ragionamento storico e geografico, tanto più che il vero ragionamento geopolitico [...] è fatto in segreto da pochi, prima che scoppi la guerra o la battaglia. Comprendere e poi affrontare gli argomenti di ciascuno degli avversari è quindi essenziale nell'analisi di un conflitto ".
Nel pensiero di Lacoste la geopolitica non è vista come una scienza tradizionale ma piuttosto "come l'approccio razionale di un insieme di rappresentazioni che esprimono le rivalità di diversi tipi di potere su dei territori".
Nel suo libro "Geografia del sottosviluppo", pubblicato in Francia nel 1965 (Presses Universitaires de France, Paris) e in Italia nel 1968 (Il Saggiatore, Mondadori, Milano), Lacoste elencava i 14 punti caratteristici del sottosviluppo, cioè:
1.	Insufficienza alimentare
2.	Incuria o spreco delle risorse
3.	Elevato numero di agricoltori a bassa produttività
4.	Industrializzazione limitata e incompleta
5.	Ipertrofia e parassitismo del settore terziario
6.	Situazione di dipendenza economica nei confronti dei Paesi più sviluppati
7.	Fortissime disuguaglianze sociali
8.	Smembramento delle strutture tradizionali
9.	Sottoccupazione molto estesa e lavoro minorile
10.	Mancanza di unità nazionale
11.	Gravi deficit della popolazione (analfabetismo e malattie di massa)
12.	Grave incremento demografico
13.	Lento aumento delle risorse rispetto all'aumento della popolazione
14.	Presa coscienza da parte della popolazione della situazione economica, politica e sociale e quindi situazione in evoluzione.
Nel suo studio, inoltre, definisce due aspetti della disciplina: uno interno, l'altro esterno. Secondo lo stesso, infatti, quando ci si approccia allo studio di una nazione bisogna tenere in considerazione anche la presenza di elementi quali i mass media, i giornali, o qualunque altro mezzo di comunicazione che possa influenzare le decisioni sul fronte interno, andando quindi a dare importanza non solo alle decisioni di politica estera (Geopolitica esterna) ma anche a quelle interne (Geopolitica interna).